# Appelbol
Een appelbol is gebak dat in België en Nederland gegeten wordt.
De in de oven gebakken lekkernij bestaat uit een met een appelboor van het klokhuis ontdane appel met suiker en kaneel, verpakt in bladerdeeg en soms in gistdeeg. Voor de variatie kunnen er ook rozijnen of spijs in verwerkt worden. De rozijnen of spijs gaan in de holte in de appel. De rozijnen worden soms geweld in likeur. Vaak wordt op de appelbol nog bloemsuiker/poedersuiker gestrooid. De appelbol kan koud gegeten worden maar meestal opgewarmd in de oven. De bol wordt vaak op een aluminium schaaltje geplaatst zodat de suikerstroop niet uitloopt bij het opwarmen. 

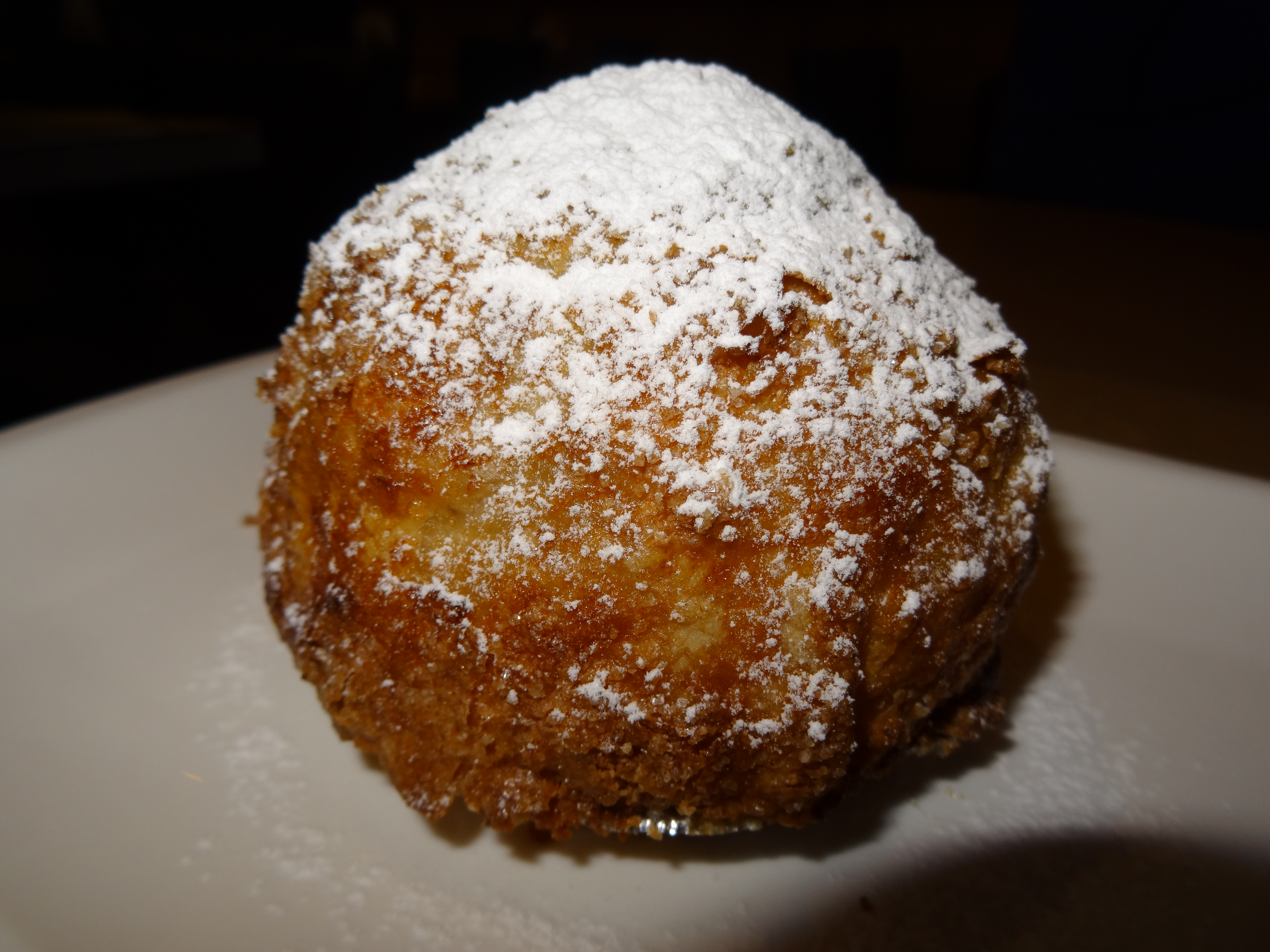
Appelbol
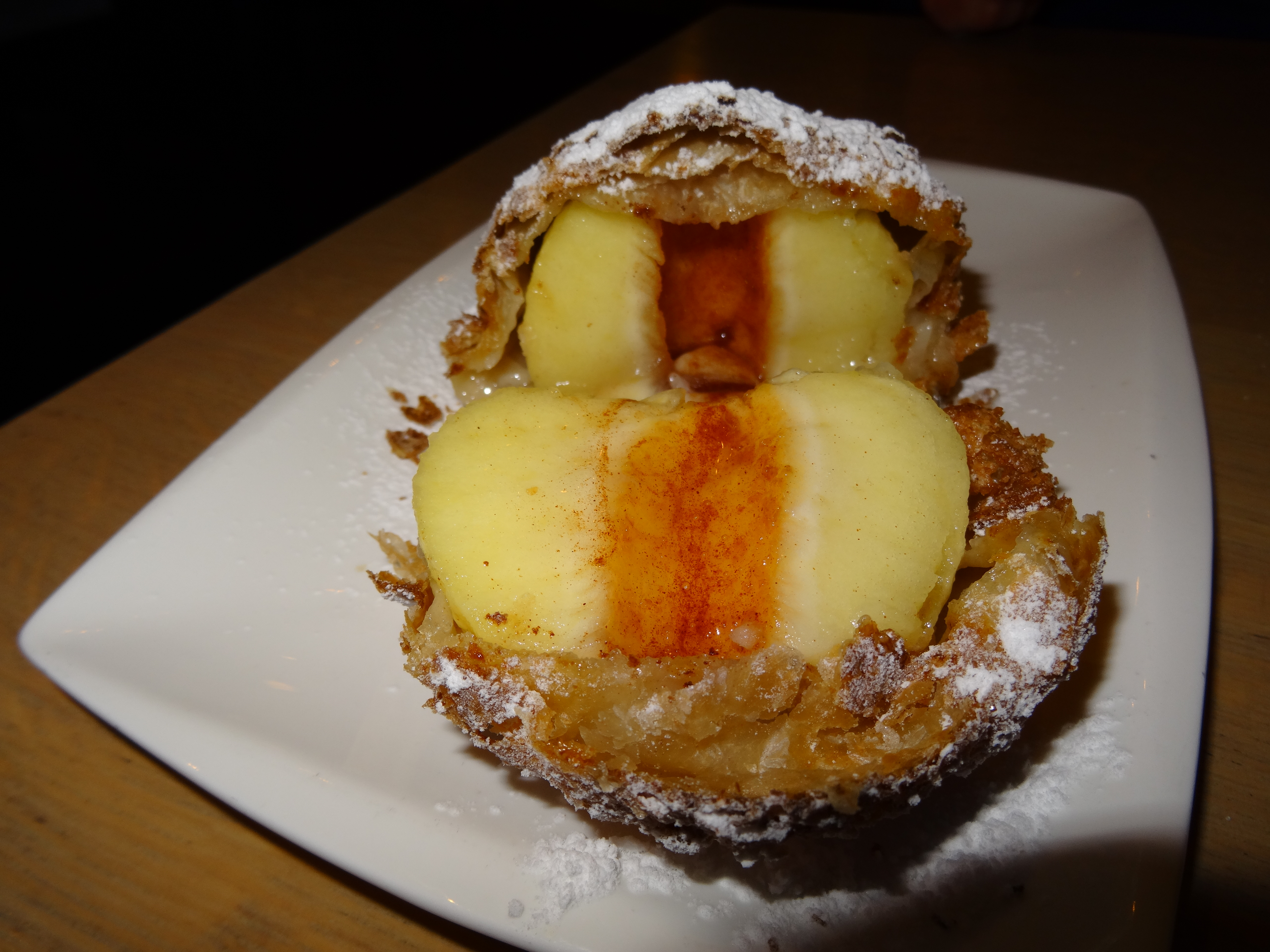
Appelbol middendoor gesneden

## Traditie
Verloren maandag of Verzworen maandag, in het Frans lundi perdu of lundi parjuré, is een Vlaamse traditie, over het algemeen op de maandag na de zondag na Driekoningen. Het is gebruik om op die dag worstenbroden en appelbollen te eten. Deze gewoonte houdt vooral stand in de provincie Antwerpen en in Doornik.
Een appelbol wordt in Nederland vooral gegeten bij de koffie of als nagerecht. 